# Clase Harpers Ferry
La clase Harpers Ferry es una clase de cuatro LSD (landing ship dock) de la Armada de los Estados Unidos. Los cuatro LSD constituyen un grupo de doce naves junto a los ocho LSD de la clase Whidbey Island.

## Desarrollo

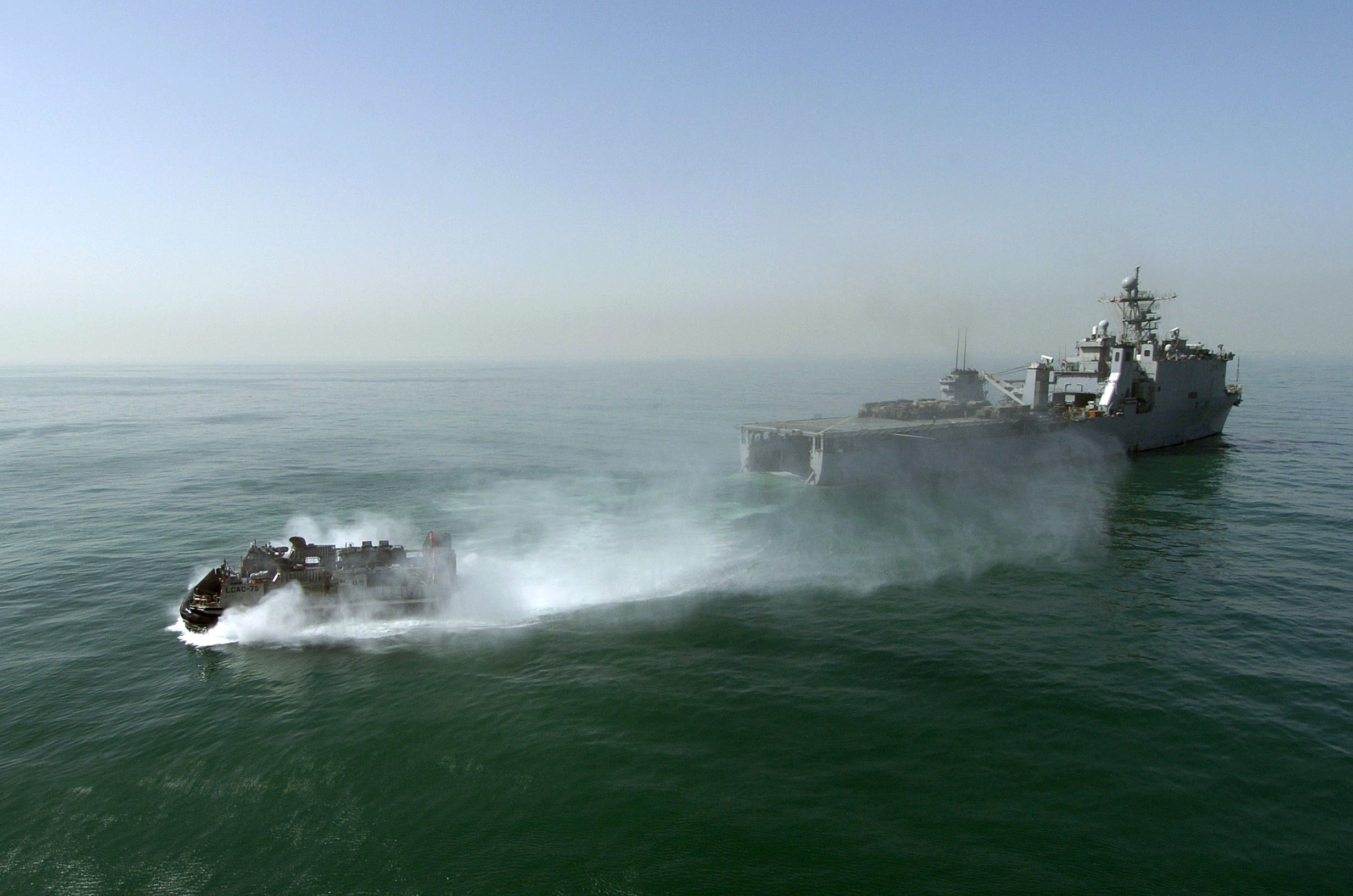
LCAC desciende del USS Harpers Ferry, año 2005.

Los LSD de la clase Harpers Ferry son un grupo de cuatro buques construidos con una capacidad de carga incrementada con respecto a los ocho LSD de la clase Whidbey Island; los cuales en cambio fueron diseñados para las operaciones con LCAC además de tropas y helicópteros.
Los Harpers Ferry son naves de 185 m de eslora; están armadas con misiles superficie-aire RIM-116A y dos (2) sistemas Phalanx CIWS. Su cubierta de vuelo soporta hasta dos (2) helicópteros CH-53D Sea Stallion.

## Buques
| Nombre            | Número              | Constructor | Asignado | Transferido a | Destino     |
| ----------------- | ------------------- | ----------- | -------- | ------------- | ----------- |
| USS Harpers Ferry | Avondale Industries | LSD-49      | 1995     |               | En servicio |
| USS Carter Hall   | Avondale Industries | LSD-50      |          |               | En servicio |
| USS Oak Hill      | Avondale Industries | LSD-51      |          |               | En servicio |
| USS Pearl Harbor  | Avondale Industries | LSD-52      | 1998     |               | En servicio |